# Teia

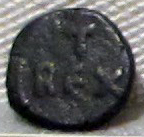
Tiền của Teia

Teia (mất năm 552 hoặc 553), còn được biết đến với các tên gọi khác như Teja, Theia, Thila, Thela, Teias, là vị vua Ostrogoth cuối cùng ở Ý.
Xuất thân là một sĩ quan quân đội phục vụ dưới Totila, Teia được chọn làm người kế nhiệm ông và đưa lên tấm khiên sau khi Totila bị giết trong trận Taginae (còn được biết đến là trận Busta Gallorum) vào tháng 7 năm 552. Trên đường chạy trốn xuống miền nam nước Ý, ông đã thu thập được sự ủng hộ từ các nhân vật nổi bật trong quân đội của Totila, bao gồm Scipuar, Gundulf (Indulf), Gibal và Ragnaris để thục hiện cuộc kháng cự cuối cùng trước vị tướng Byzantine - thái giám Narses tại trận Mons Lactarius, ở phía nam Napoli, gần Nuceria Alfaterna ngày nay, vào tháng 10 năm 552 hoặc năm 553. Quân Ostrogoth đã bị đánh bại một lần nữa. Teia đã bị giết và em trai ông [Aligern] đầu hàng. Scipuar và Gibal cũng có thể bị giết. Gundulf và Ragnaris trốn thoát khỏi chiến trường, sau đó bị thương nặng trong một vụ ám sát không thành do thích khác của Narses gửi đến.
Với thất bại đó, cuộc kháng chiến tổ chức của người Ostrogoth chấm dứt. Mặc dù quý tộc người Goth cuối cùng Widin) nổi dậy ở miền bắc Italia trong những năm 550 và bị bắt tại 561 hoặc 562, người Ostrogoth đã biến mất vào sự tối tăm của lịch sử.